# Synchaeta
Genre
Synchaeta est un genre de rotifères de la famille des Synchaetidae.

## Habitat
Les espèces du genre Synchaeta sont généralement marines, il en existe cependant des dulcicoles comme Synchaeta longipes,.

## Liste d'espèces
Selon Catalogue of Life (23 août 2017) :
- Synchaeta arcifera Xu 1998
- Synchaeta atlantica Zelinka 1907
- Synchaeta bacillifera Smirnov 1933
- Synchaeta baltica Ehrenberg 1834
- Synchaeta bicornis Smith 1904
- Synchaeta calva Ruttner-Kolisko 1970
- Synchaeta cecilia Rousselet 1902
- Synchaeta curvata Lie-Pettersen 1905
- Synchaeta cylindrica Althaus 1957
- Synchaeta elsteri Hauer 1963
- Synchaeta fennica Rousselet 1909
- Synchaeta glacialis Smirnov 1932
- Synchaeta grandis Zacharias 1893
- Synchaeta grimpei Remane 1929
- Synchaeta gyrina Hood 1887
- Synchaeta hutchingsi Brownell 1988
- Synchaeta hyperborea Smirnov 1932
- Synchaeta johanseni Harring 1921
- Synchaeta jollyae Shiel & Koste 1993
- Synchaeta kitina Rousselet 1902
- Synchaeta lakowitziana Lucks 1930
- Synchaeta littoralis Rousselet 1902
- Synchaeta longipes Gosse 1887
- Synchaeta monopus Plate 1889
- Synchaeta neapolitana Rousselet 1902
- Synchaeta oblonga Ehrenberg 1832
- Synchaeta pachypoda Jaschnov 1922
- Synchaeta pachypoida Kutikova & Vasilieva 1982
- Synchaeta pectinata Ehrenberg 1832
- Synchaeta prominula Kutikova & Vasilieva 1982
- Synchaeta rousseleti Zelinka 1927
- Synchaeta rufina Kutikova & Vasilieva 1982
- Synchaeta squamadigitata De Smet 2006
- Synchaeta stylata Wierzejski 1893
- Synchaeta tamara Smirnov 1932
- Synchaeta tavina Hood 1893
- Synchaeta tremula (Müller 1786)
- Synchaeta tremuloida Pourriot 1965
- Synchaeta triophthalma Lauterborn 1896
- Synchaeta verrucosa Nipkow 1961
- Synchaeta vorax Rousselet 1902

Selon ITIS (23 août 2017) :
- Synchaeta asymmetrica Koch-althaus, 1963 ;
- Synchaeta baltica Ehrenberg, 1834 ;
- Synchaeta bicornis Smith ;
- Synchaeta grandis Zacharias, 1893 ;
- Synchaeta johanseni Harring, 1921 ;
- Synchaeta kitina Rousselet, 1902 ;
- Synchaeta lackowitziana Lucks, 1912 ;
- Synchaeta littoralis ;
- Synchaeta longipes Gosse, 1887 ;
- Synchaeta oblonga Ehrenberg, 1832 ;
- Synchaeta pectinata Ehrenberg, 1832 ;
- Synchaeta stylata Wierzejski, 1893 ;
- Synchaeta tamara ;
- Synchaeta tremula (O. F. Muller, 1786).

Selon NCBI (23 août 2017) :
- Synchaeta grandis ;
- Synchaeta kitina ;
- Synchaeta lakowitziana ;
- Synchaeta pectinata ;
- Synchaeta tremula ;
- Synchaeta tremuloida.

Selon World Register of Marine Species (23 août 2017) :
- Synchaeta atlantica Zelinka, 1907
- Synchaeta bacillifera Smirnov, 1933
- Synchaeta baltica Ehrenberg, 1834
- Synchaeta bicornis Smith, 1904
- Synchaeta cecilia Rousselet, 1902
- Synchaeta curvata Lie-Pettersen, 1905
- Synchaeta fennica Rousselet, 1909
- Synchaeta glacialis Smirnov, 1932
- Synchaeta grimpei Remane, 1929
- Synchaeta gyrina Hood, 1887
- Synchaeta hutchingsi Brownell, 1988
- Synchaeta hyperborea Smirnov, 1932
- Synchaeta johanseni Harring, 1921
- Synchaeta littoralis Rousselet, 1902
- Synchaeta longipes Gosse, 1887
- Synchaeta monopus Plate, 1889
- Synchaeta neapolitana Rousselet, 1902
- Synchaeta oblonga Ehrenberg, 1832
- Synchaeta pectinata Ehrenberg, 1832
- Synchaeta rousseleti Zelinka, 1927
- Synchaeta squamadigitata De Smet, 2006
- Synchaeta stylata Wierzejski, 1893
- Synchaeta tamara Smirnov, 1932
- Synchaeta tavina Althaus, 1957
- Synchaeta tremula (Muller, 1786)
- Synchaeta triophthalma Lauterborn, 1894
- Synchaeta vorax Rousselet, 1902